# آيت واعزو (حربيل)
آيت واعزو هو دُوَّار يقع بجماعة حربيل، عمالة مراكش، جهة مراكش آسفي في المملكة المغربية. ينتمي الدوّار لمشيخة حربيل التي تضم 21 دوار. يقدر عدد سكانه بـ 420 نسمة حسب الإحصاء الرسمي للسكان والسكنى لسنة 2004.

## وصلات خارجية
- البوابة الوطنية للجماعات الترابية
- المندوبية السامية للتخطيط